# أندريه راندال
أندريه راندال (بالفرنسية: André Randall)‏ هو ممثل فرنسي، ولد في 9 ديسمبر 1893 في فرنسا، وتوفي بنفس المكان في 4 يوليو 1974.

## أعمال

### أفلام
- (1951) أتول كيه

## وصلات خارجية
- أندريه راندال على موقع IMDb (الإنجليزية)
- أندريه راندال على موقع ألو سيني (الفرنسية)
- أندريه راندال على موقع أول موفي (الإنجليزية)
- أندريه راندال على موقع قاعدة بيانات الأفلام السويدية (السويدية)
- أندريه راندال على موقع قاعدة بيانات الفيلم (الإنجليزية)